# Catasto gregoriano

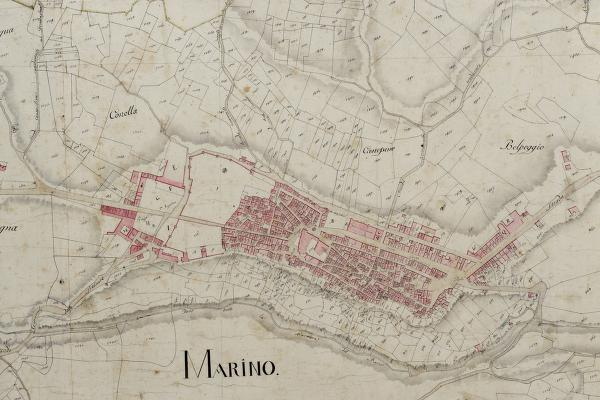
Esempio di mappa del Catasto Gregoriano: Marino

Il Catasto Piano-Gregoriano è stato il primo catasto particellare moderno dello Stato Pontificio.

## Storia
La prima redazione di un catasto dello Stato Pontificio risale al XVII secolo, regnante papa Alessandro VII, che promosse il Catasto Alessandrino: questo catasto però non era particellare, ma aveva solo una veduta tridimensionale delle località dello Stato. Un altro catasto, il Catasto piano, fu quello promulgato nel 1777 da Pio VI, che rimase attivo fino al 1835 quando entrò in vigore il Catasto gregoriano.
Il Catasto Piano-Gregoriano nacque nel 1816 con motu proprio Quando per ammirabile disposizione, sedente papa Pio VII, all'indomani dell'esperienza avuta con il Catasto del Regno napoleonico d'Italia, compilato per Romagna ed Emilia.
La sua realizzazione venne curata dalla Presidenza Generale del Censo (e non più dalla Congregazione del Buon Governo come nel caso dei catasti precedenti), e ne vennero prodotte due copie, una per le Cancellerie del Censo locali, ed una per l'ufficio centrale a Roma.
Il completamento del Catasto si ebbe nel 1835, regnante papa Gregorio XVI, e le mappe rimasero in vigore fino al 1870, quando venne introdotto il Cessato Catasto Rustico, che si basava sulle mappe del Piano-Gregoriano.